# United Nations War Crimes Commission
Die United Nations War Crimes Commission (UNWCC) war eine Kommission alliierter Staaten zur Beweismittelsicherung und strafrechtlichen Ahndung von Kriegsverbrechen der Achsenmächte im Zweiten Weltkrieg, die am 20. Oktober 1943 in London gegründet wurde und bis Ende März 1948 bestand.

## Aufgaben
Gründungsmitglieder waren diese 17 Nationen:
Vereinigte Staaten von Amerika, Großbritannien, Frankreich, Australien, Kanada, Neuseeland, Südafrika, Tschechoslowakei, Polen, Jugoslawien, Luxemburg, Niederlande, Norwegen, Belgien, Griechenland, Indien und China, das eine der treibenden Kräfte bei der Gründung war. Die Sowjetunion, obwohl an den Vorverhandlungen beteiligt, trat der Organisation nicht bei, da ihre Forderung nach sieben individuell stimmberechtigten Sitzen (UdSSR, Ukraine, Weißrussland, Lettland, Estland, Litauen, Moldau) nicht erfüllt wurde. Die dominierenden Nationen Großbritannien, USA und China waren nur bereit, Stimmrechte für die ersten drei „Republiken“ zuzugestehen.
Die Aufgaben der Kommission umfassten:
- Beweismittelsammlung und Dokumentation von Kriegsverbrechen
- Entgegennahme von Anzeigen durch Mitgliedsstaaten bezüglich Kriegsverbrechen
- Erstellung und Veröffentlichung von Kriegsverbrecherlisten
- Erarbeitung von Verfahrensfragen und Auslieferungsabkommen
- Berichterstattung gegenüber den alliierten Regierungen

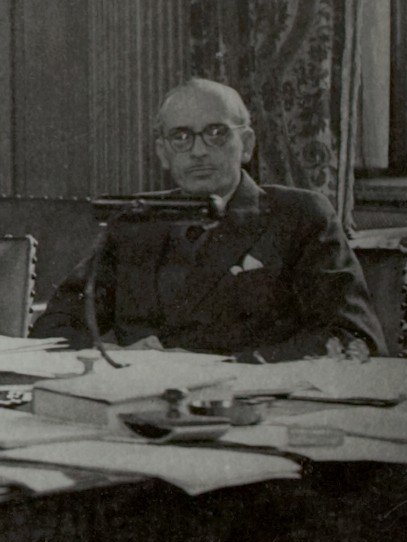
Sir Cecil Hurst, Bild von 1945

Nach zähen Verhandlungen wurde als provisorischer Vorsitzender zunächst Sir Cecil Hurst und ab Januar 1945 Lord Wright of Durley berufen. Drei Komitees mit Unterausschüssen wurden gebildet:
1. Tatsachen und Beweise,
2. Durchführungsfragen und
3. Beratendes Komitee.

Die erste Zusammenkunft erfolgte am 26. Oktober 1943. Im Februar 1944 wurden erste Beweise für deutsche Kriegsverbrechen an die UNWCC übergeben. Im Mai 1944 wurden Planungen für die Verhaftung führender Repräsentanten des Dritten Reiches vorgenommen und die Empfehlung ausgesprochen, nach Kriegsende alle Angehörigen der SS und Gestapo zur weiteren Ermittlung ab einem bestimmten Rang zu erfassen.
Bis Anfang 1945 beschränkte sich das alliierte Juristengremium aber im Wesentlichen auf Organisations- und Grundsatzaspekte. Weil Beweismittel nur zögerlich eintrafen, die eine Arbeitsgrundlage gebildet hätten, erörterten die Kommissionsmitglieder die juristische Problematik. Insbesondere zwei Fragen konnten bis Kriegsende nicht geklärt werden. Hinsichtlich der Strafbarkeit von Angriffskriegen gab es keinen Konsens, die Diskussion ging kaum über jene hinaus, die bereits nach dem Ersten Weltkrieg geführt worden war. Darin blieb die Kommission in zwei Lager gespalten und es konnte keine Resolution verabschiedet werden. Was alles unter Verbrechen gegen die Menschlichkeit zu verstehen sei, war die zweite Frage, die kontrovers diskutiert wurde. Dass auch Fälle von Gräueltaten vor Kriegsbeginn bestraft werden sollten, war eine Auffassung, die sich nicht durchsetzte. Amerikanische und britische Regierung sprachen sich dagegen aus.
Erst nach Kriegsende setzte die Beweismittelsicherung in vollem Umfang sowie die Kooperation mit nationalen Justizbehörden ein. Insgesamt wurden 8178 Akten angelegt, die Vorwürfe gegen 36.810 Verdächtige enthielten, von denen 34.270 Deutsche waren. Vorliegende Daten wurden mit denen des 1945 von der amerikanischen und britischen Armee geschaffenen Central Registry of War Criminals and Security Suspects (CROWCASS) abgeglichen. Bis August 1947 bestanden bereits 60 Listen mit den Namen von Kriegsverbrechern; unter den über 24.000 verzeichneten Personen befanden sich mehr als 22.000 deutsche Staatsangehörige. Zudem setzte sich die UNWCC auch für die Errichtung eines United Nations War Crimes Court durch die Vereinten Nationen ein, vor dem die Verhandlungen gegen die Hauptkriegsverbrecher stattfinden sollte. Die anderen Kriegsverbrecherprozesse sollten vor alliierten Militärgerichten stattfinden, soweit sie nicht in nationale Zuständigkeiten fielen.
Der Einfluss der UNWCC auf die Verfolgung von Kriegsverbrechen war jedoch beschränkt, da sie keine exekutiven Befugnisse hatte und auch die personellen und materiellen Mittel begrenzt waren. Daher richteten die USA und auch andere alliierte Nationen zusätzlich nationale Kommissionen zur Durchführung von Kriegsverbrecherprozessen ein.
Nach Auflösung der UNWCC am 31. März 1948 wurden noch bis 1949 in 15 Bänden 89 Kriegsverbrecherverfahren in den Law Reports of Trials of War Criminals veröffentlicht.

## Hintergrund
Angesichts der deutschen Kriegsverbrechen in den besetzten Ländern kamen bereits im Januar 1942 Vertreter von neun in London ansässigen Exilregierungen zusammen und bildeten die inter-alliierte Kommission zur Bestrafung von Kriegsverbrechen (Inter-Allied Commission for the Punishment of War Crimes) zur strafrechtlichen Ahndung der begangenen Kriegsverbrechen. In der Erklärung von St. James wurde die strafrechtliche Verfolgung und Aburteilung von Kriegsverbrechern von den Exilregierungen der besetzten Staaten angekündigt. Im März 1942 wurden schließlich auf der „Internationalen Versammlung in London“ (London International Assembly) die „juristischen und theoretischen Grundlagen für die Tätigkeit der UNWCC und die geplanten Internationalen Prozesse in Nürnberg“ entwickelt. Großbritannien und die USA beschlossen am 7. Oktober 1942, auch auf Druck der in London ansässigen Exilregierungen, eine Untersuchungskommission zur Ahndung der Kriegsverbrechen einzusetzen. Diese United Nations Commission for the Investigation of War Crimes nahm erst über ein Jahr später nach der UNWCC ihre Tätigkeit auf. Zudem wurde Mitte Dezember 1943 die European Advisory Commission (EAC) begründet, um auch die Koordination zwischen den Alliierten bezüglich der Verfolgung von Kriegsverbrechen zu gewährleisten. Dieses beratende Gremium der Alliierten setzte sich unter anderem mit Rechtsfragen und Problemen potentieller Kriegsverbrecherprozesse sowie den Modalitäten zur Identifikation und Festnahme von Kriegsverbrechern auseinander. Die Absicht, nach einem Sieg über die Achsenmächte Kriegsverbrechen juristisch zu ahnden, wurde mit der Moskauer Deklaration am 1. November 1943, auf der Konferenz von Jalta im Februar 1945 sowie mit dem Potsdamer Abkommen vom 2. August 1945 bekräftigt. Am 8. August 1945 wurden auf der Londoner Konferenz mit dem „Abkommen zwischen der Regierung des Vereinigten Königreiches von Großbritannien und Nordirland, der Regierung der Vereinigten Staaten von Amerika, der Provisorischen Regierung der Französischen Republik und der Regierung der Sozialistischen Sowjet-Republiken über die Verfolgung und Bestrafung der Hauptkriegsverbrecher der Europäischen Achse“ die Weichen für das fast inhaltsgleiche Kontrollratsgesetz Nr. 10 vom 20. Dezember 1945 zur strafrechtlichen Ahndung der Kriegsverbrechen gestellt.

## Sub-commission Pacific Affairs
Der chinesische Vertreter in der UNWCC Wellington Koo setzte sich besonders für die Verfolgung der in China begangenen japanischen Kriegsverbrechen ein. 1944 wurde für den asiatischen Raum eine Sub-commission Pacific Affairs mit Sitz in Chongqing gegründet. Gemeinsam  mit der chinesischen Regierung errichtete die Subcommission nationale Militärgerichte in China zur Aburteilung von rund 2500 japanischen Kriegsverbrechern, beispielsweise in Nanking, Shanghai und Taiwan. Dort kam es zwischen 1945 und 1947 zu rund 110 Todesurteilen.
Der chinesische Richter bei dem im Auftrag der Far Eastern Commission 1946 in Tokio errichteten Internationalen Militärgerichtshof für den Fernen Osten (IMTFE) zur Verhandlung gegen japanische Kriegsverbrecher der Klasse A, die vor ein internationales Gericht gestellt werden sollten, war Mei Ju-ao.